# Phaeostigma (Aegeoraphidia) ressli
Phaeostigma (Aegeoraphidia) ressli is een kameelhalsvliegensoort uit de familie van de Raphidiidae. De soort komt voor in Turkije.
Phaeostigma (Aegeoraphidia) ressli werd voor het eerst wetenschappelijk beschreven door H. Aspöck & U. Aspöck in 1964.